# The Rise and Fall of The Smiths
The Rise and Fall of The Smiths é um documentário televisivo da banda inglesa The Smiths, lançado na BBC Two, em 22 de janeiro de 1999 e depois reiniciado, uma segunda vez, em 8 de agosto de 2001.
Este título faz parte de uma série de documentários produzidos pela BBC, sobre o ícone musical dos anos de oitenta, do título Young Guns Go For It. Na nota dedicada a Smiths, você conta sua história desde o início da banda em Manchester, com entrevistas com Johnny Marr, Mike Joyce, Andy Rourke e outros velhos filmes de entrevistas com Morrissey.